# There is no Competition 2: The Grieving Music EP
There is no Competition 2: The Grieving Music EP – minialbum amerykańskiego rapera Fabolousa, którego premiera odbyła się 31 sierpnia 2010 roku. Wydawnictwo ukazało się nakładem wytwórni Desert Storm i Def Jam.
Tytuł zadebiutował na 31. miejscu amerykańskiej listy notowań Billboard 200.

## Lista utworów
| Nr  | Tytuł utworu             | Producent      | Goście         | Długość |
| --- | ------------------------ | -------------- | -------------- | ------- |
| 1.  | „The Eulogy (Intro)”     |                |                | 1:18    |
| 2.  | „The Wake”               | I.N.F.O.       |                | 3:12    |
| 3.  | „I'm Raw”                | Amadeus        |                | 3:00    |
| 4.  | „Body Ya”                | Sonaro         |                | 3:08    |
| 5.  | „Body Count”             | Sonaro         |                | 3:11    |
| 6.  | „Body Bag (Remix)”       | I.N.F.O., Nova | Cam'ron & Vado | 4:49    |
| 7.  | „You Be Killin' Em”      | Ryan Leslie    |                | 3:29    |
| 8.  | „Tonight”                | Jahlil Beats   | Red Café       | 3:15    |
| 9.  | „Lights Out”             | Lex Luger      |                | 3:30    |
| 10. | „Closing Prayer (Outro)” |                |                | 0:46    |
|     |                          |                |                | 29:38   |